# Ordine nazionale al merito (Paraguay)
L'Ordine nazionale al merito è un ordine cavalleresco del Paraguay.

## Storia
L'ordine è stato fondato nel 1825.

## Classi
L'Ordine dispone delle seguenti classi di benemerenza:
- Collare
- Gran croce straordinaria
- Gran croce
- Grand'ufficiale
- Commendatore
- Ufficiale
- Cavaliere

## Insegne
- Il nastro è rosso con una striscia centrale bianca recante al suo interno una striscia rossa e una striscia blu.